# Karolina Szwed-Ørneborg
Karolina Szwed-Ørneborg (ur. 23 kwietnia 1989 w Gdańsku) – była polska piłkarka ręczna, występująca na pozycji rozgrywającej, w latach 2009–2013 reprezentantka kraju. 

## Życie prywatne
We wrześniu 2012 r. wyszła za mąż za Thomasa Ørneborga (duńskiego trenera piłki ręcznej).

## Kariera
Wychowanka AZS-AWFiS Gdańsk, z którym w sezonie 2007/08 sięgnęła po wicemistrzostwo Polski. Od lutego 2009 r. do czerwca 2012 r. występowała w GTPR Gdynia, z którym zdobyła dwukrotnie brązowy medal mistrzostw Polski (2010, 2011) oraz mistrzostwo Polski (2012). W sezonie 2012/13 była zawodniczką duńskiego HC Odense, a w sezonie 2013/14 występowała w Handball-Club Leipzig, w którym trenerem był jej mąż. W styczniu 2014 r. wraz z Thomasem Ørneborgiem odeszła z klubu.
W reprezentacji Polski seniorek zadebiutowała 6 kwietnia 2009 w towarzyskim spotkaniu z Białorusią. W grudniu 2013 r. wystąpiła na mistrzostwach świata w Serbii, zajmując z drużyną 4. miejsce. Mecz o brązowy medal z Danią okazał się jej ostatnim spotkaniem w kadrze.
Na początku 2014 r. zawiesiła karierę zawodniczą i zajęła się prowadzeniem własnego biznesu.

## Sukcesy
- Mistrzostwa Polski:
  -  2012
  -  2008
  -  2010, 2011
- Puchar Polski:
  -  2012